# تشكيل كومكس
تشكيل للقصص المصورة أو تشكيل كومكس (بالإنجليزية: Teshkeel Comics)‏ هي شركة نشر في الكويت تنشر مجلات القصص المصورة، أو الـ«كومكس» (Comics)، وهي من الشركات القليلة المختصة في نشر القصص المصورة في الشرق الأوسط وشمال أفريقيا.
شركة تشكيل تعاونت مع شركة مارفل كومكس الأمريكية لنشر وتوزيع القصص المصورة لشركة مارفل في الشرق الأوسط وشمال أفريقيا باللغة العربية، بالاضاقة لعقدها اتفاقيات مع شركتي دي سي كومكس وآرتشي كومكس لنشر وتوزيع القصص المصورة لهم أيضاً باللغة العربية.
اضافة لترجمتها للقصص المصورة من هذه الشركات الأمريكية، شركة أيضًا لديها سلسلة قصص مصورة خاصة بها، تلقب بـالـ 99، وهي تدور حول فريق من الأبطال الخارقين في العالم، وتعتمد على الثقافة والتاريخ الإسلامي. نُشرت السلسلة لأول مرة في عدد خاص كبير في مايو 2006، وتبع ذلك ظهور أعداد جديدة شهريا بانتظام منذ سبتمبر 2006. سلسلة الـ 99 تُنشر باللغتين العربية والإنجليزية، ولكن يتم التخطيط لنشرها بلغات أخرى أيضًا.[بحاجة لمصدر]

## وصلات خارجية
- الموقع الرسمي
- الموقع الرسمي بالعربية
- الموقع الرسمي لـالـ 99